# Darling (EP)
Darling je promocijski EP avstralske pevke Kylie Minogue.
Ob izidu istoimenskega parfuma so ga v trgovini Harrods 9. februarja 2007 kupcem parfuma dali zastonj.
Vključuje pesmi, ki so jih posneli v živo leta 2005 med njeno turnejo Showgirl: The Greatest Hits Tour.

## Seznam pesmi
| Št.             | Naslov                      | Dolžina |
| --------------- | --------------------------- | ------- |
| 1.              | „I Believe in You‟ (v živo) | 3:24    |
| 2.              | „In Your Eyes‟ (v živo)     | 3:08    |
| 3.              | „Slow‟ (v živo)             | 3:20    |
| 4.              | „Loving Days‟               | 4:24    |
| 5.              | „Burning Up‟                | 3:59    |
| Skupna dolžina: | Skupna dolžina:             | 18:15   |